# Stráž na Psí skále
Stráž na Psí skále (1936) je dobrodružný román českého spisovatele Eduarda Fikera. Jde o western vyprávějící příběh mladého muže, nařčeného z vraždy bohatého rančera.

## Obsah románu
Příběh se odehrává na Západě na ranči nedaleko mexických hranic někdy kolem roku 1920, protože místní šerif jezdí ve staré fordce. Na svých pastvinách je zloději dobytka zastřelen bohatý rančer Lewis Parish. Správce ranče Ernest Malt obviní z vraždy mladíka Quinna Rackhama, kterému neshody s Maltem způsobily, že nemůže nikde najít práci a žije proto jako psanec.
Z města se na rodný ranč jako jeho nový majitel vrací Illy Parish, patnáctiletý syn zastřeleného rančera. Je nezkušený, ale odvážný. Nevěří, že jeho otce zabil Quinn. Malta rád nemá, protože se několikrát přesvědčí, že se nechová zrovna poctivě, ale závěť jeho otce mu jej propustit nedovoluje. 
Quinn chlapce v noci navštíví a vysvětlí mu, že pravým vrahem jeho otce je právě Malt, který je ve skutečnosti zlodějem dobytka a odstranil tak svědka svého zločinu. Navrhne Illymu, aby Malta chytili při činu. Naoko jej proto unese, aby Malt nepojal podezření. Odjedou na Psí skálu, kde se zloději dobytka mají setkat. Při potyčce s nimi je Quinn těžce raněn. Illy se vrátí na ranč a odvolá Malta z funkce správce a pošle jej hlídat ohradu s jalovicemi. Na ranči také zaměstná Quinnovu matku.
Quinn rozhlásí, že až se uzdraví, pojede do města obhájit se u veřejnému soudu. Tam se skutečně dostaví a protože stojí slovo proti slovu, dohodnou se s Maltem, že mezi nimi rozhodne souboj u hrobu Illyina otce. Zde Quinn vystřelí Maltovi revolver z ruky, ale pak mu revolver selže. Malt zvedne svůj revolver a protože si je jist svým vítězstvím, přizná se mu, že Parise skutečně zavraždil. Ihned poté mu Quinn prostřelí ruku, protože selhání svého revolveru fingoval. A z hrobu Lewise Parise najednou vylezou dva svědci, kteří se tam před tím ukryli, aby slyšeli Maltovo přiznání. Malt je pak zlynčován.